# Sportitalia Mercato
Sportitalia Mercato è una trasmissione in onda su Sportitalia condotta da Michele Criscitiello.
Il programma tratta le vicende del calciomercato sia nella sessione estiva che in quella invernale e va in onda alle ore 23.00 dal lunedì al venerdì. La trasmissione è preceduta dalla rubrica Aspettando Calciomercato, in onda dalle 21.00 alle 23.00. Ospite fisso è il giornalista, esperto di calciomercato, Alfredo Pedullà. La sigla del programma, che è seguito da Lo sai che? con gli stessi Michele Criscitiello e Alfredo Pedullà, è Le donne e il calcio, scritta ed interpretata da Rayden.
Il programma nasce nel 2017 succedendo allo storico programma di Sportitalia Speciale Calciomercato. La conduzione è affidata a Michele Criscitiello con la partecipazione fissa di Alfredo Pedullà.

## Elenco Conduttori e Desk
- Michele Criscitiello con Alfredo Pedullà e Gianluigi Longari, Michela Russo, Alice Brivio, Gloria Bianchi (giugno - agosto 2017)
- Michele Criscitiello con Alfredo Pedullà e Gianluigi Longari, Alice Brivio, Agata Alonzo, Jori Delli (gennaio 2019)
- Michele Criscitiello con Alfredo Pedullà ed Eva Gini (luglio 2020 - febbraio 2022)